# ضمان (شركة)
الشركة الوطنية للضمان الصحي المعروفة باسم ضمان في الإمارات العربية المتحدة في أبوظبي، بدأت عملها عام 2006 باكثر من 1000 موظف ومديرها محمد سلطان بن غنوم الهاملي . تطبق ضمان خطط التأمين الصحي مع إضافة منح أخرى مع امتداد لتوسيع التغطية الجغرافية لها تنتمي الشركة لحكومة أبوظبي ب80% منها والباقي لشركة ميونخ ري Munich Re.
و تؤمن الشركة حلولاً صحية متكاملة لأكثر من 3 مليون مشترك في دولة الإمارات العربية المتحدة وتتبع لـ "بيور هيلث"أكبر منصة رعاية صحية متكاملة في دولة الإمارات
تُعد «ضمان» شريكاً بارزاً للمؤسسات والشركات العالمية العاملة في الدولة وفي مختلف الصناعات من أبرزها النفط والغاز، والطيران، والطاقة، والإنشاء، والإستثمارات، والإعلام.
«ضمان» بنشاطاتها بدعم من قبل حكومة أبوظبي، ومساندة «ميونيخ ري»، التي تعد من أبرز الشركات العالمية في مجال إعادة التأمين، حيث تلعب دوراً مهماً كمعيد للتأمين وكمصدر غنيّ بخبرة واسعه في مجال التأمين.
وانطلاقاً من مقرها الرئيسي في أبوظبي، تقدم «ضمان» منذ تأسيسها عام 2006، طيفاً متنوعاً من برامج التأمين الصحي للأفراد والمؤسسات مع شبكة مزودي خدمات طبية الأوسع في الإمارات. وتوفر تغطية صحية دولية عبر شبكة عالمية من مزودي خدمات الرعاية الصحية في أكثر من 45 بلداً.

## التقنيات
تقود «ضمان»، بفضل موقعها الريادي في قطاع التأمين الصحي، مسيرة الابتكار والتطوير في القطاع من خلال تطبيق مجموعة من أحدث التقنيات المستخدمة وأفضل الممارسات المعتمدة في مجال الصحة عبر فريق عملها المتخصص والمؤهل. ويحظى المشتركون بقيمة مضافة لعضويتهم في «ضمان» بفضل برامج إدارة الأمراض المزمنة والحالات الصحية الخاصة التي توفرها خدمة «الدعم الصحي» في «ضمان» مجاناً للمشتركين.

## روابط خارجية
- الموقع الرسمي